# Янгантау (гора)
Янгантау (башк. Янгантау — «палаюча гора») — гора, що розташована в Салаватському районі Республіки Башкортостан. Пам'ятка природи з 1965 року.

## Фізико-географічна характеристика

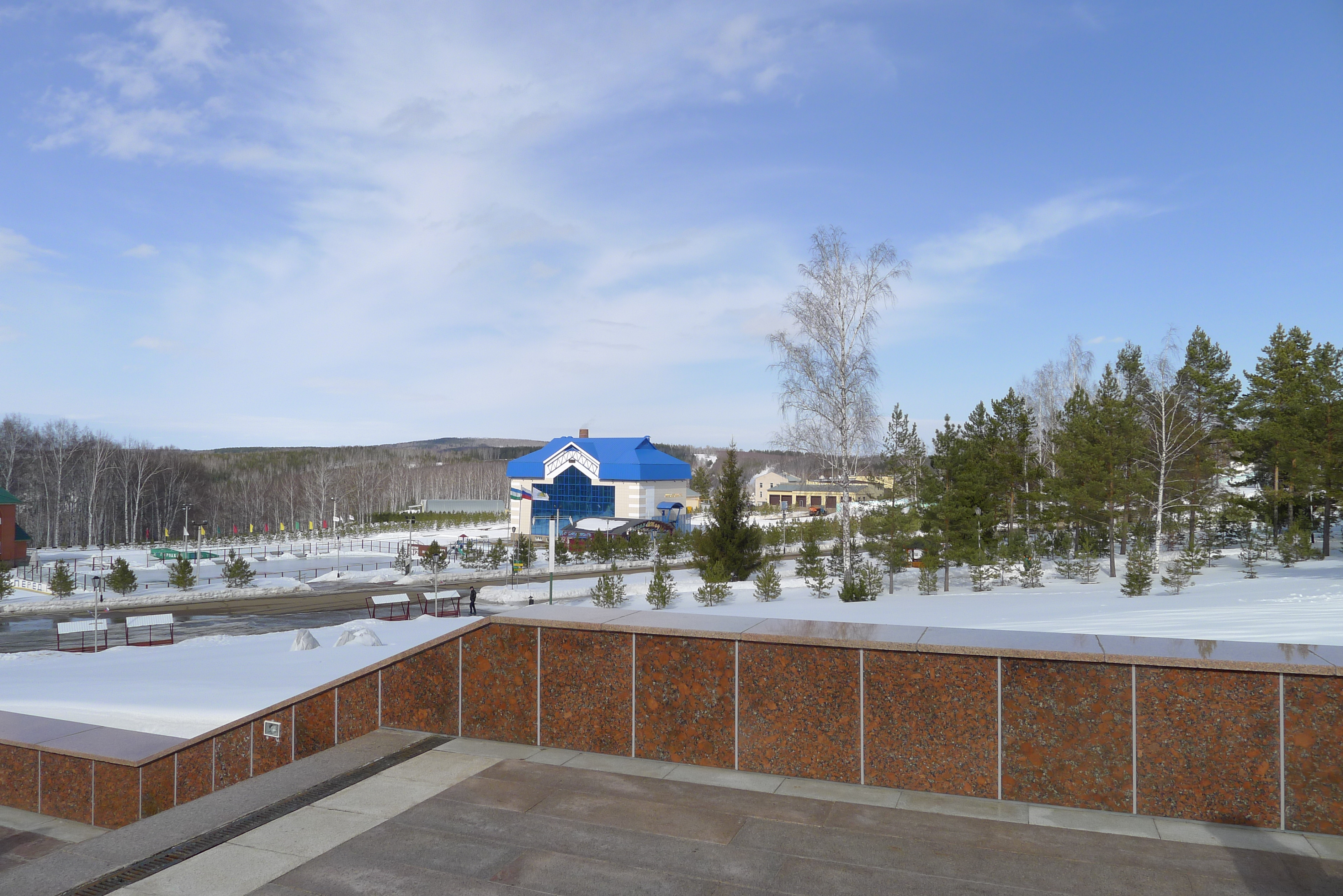
Санаторій Янган-Тау

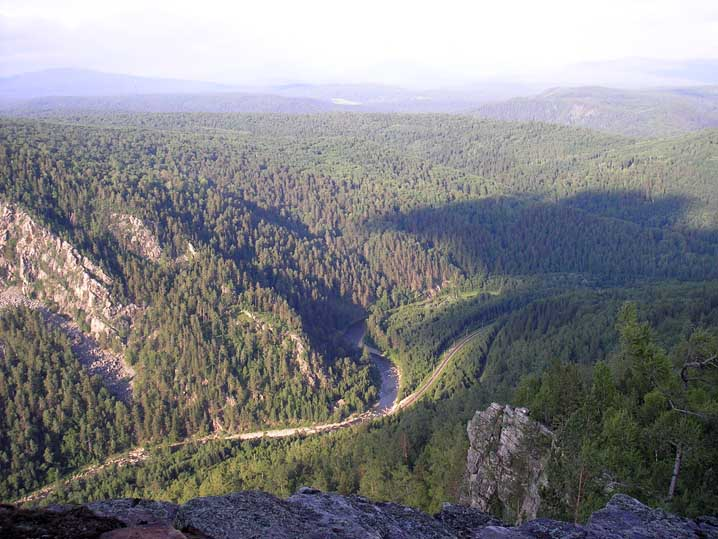
Вид з гори Янгантау

Гора Янгантау витягнута зі Сходу на Захід на 2,5 км вздовж правого берега р. Юрюзань. Абсолютна висота гори складає 143 метри, висота над рівнем річки Юрюзань — 160 м (504 метри над рівнем моря).
Гора складена породами сакмарського та артинського ярусів нижнього відділу пермської системи, зім'ятими в складки. В структурному відношенні розташована на південній околиці Башкирського зводу, що обмежений глибинним розломом, вздовж якого проклала свою долину р. Юрюзань.
На схилах гори виходить гаряче повітря, насичене водяними парами. Температура повітря від +37 до +150 градусів, а в пробуреній на глибину 90 метрів свердловині температура досягає 380 градусів.
В надрах гори проходять окисно-відновні реакції бітумінозних мергелів. На глибині 60–90 м розташовані осередки розігріву. Накопичуване тепло в обмеженій зоні тривало зберігається через слабку тепловіддачу навколишніх гірських порід.